# Адельбоден
Адельбоден (нім. Adelboden) — громада  в Швейцарії в кантоні Берн, адміністративний округ Фрутіген-Нідерзімменталь.

## Географія
Громада розташована на відстані близько 55 км на південь від Берна.
Адельбоден має площу 87,6 км², з яких на 2,5% дозволяється будівництво (житлове та будівництво доріг), 41,5% використовуються в сільськогосподарських цілях, 18,3% зайнято лісами, 37,7% не є продуктивними (річки, льодовики або гори).

## Демографія
2019 року в громаді мешкало 3352 особи (-5,9% порівняно з 2010 роком), іноземців було 7,8%. Густота населення становила 38 осіб/км².
За віковим діапазоном населення розподілялося таким чином: 19,9% — особи молодші 20 років, 58,2% — особи у віці 20—64 років, 21,9% — особи у віці 65 років та старші. Було 1471 помешкань (у середньому 2,2 особи в помешканні).
Із загальної кількості 2493 працюючих 365 було зайнятих в первинному секторі, 566 — в обробній промисловості, 1562 — в галузі послуг.